# 比洛沃茨克區

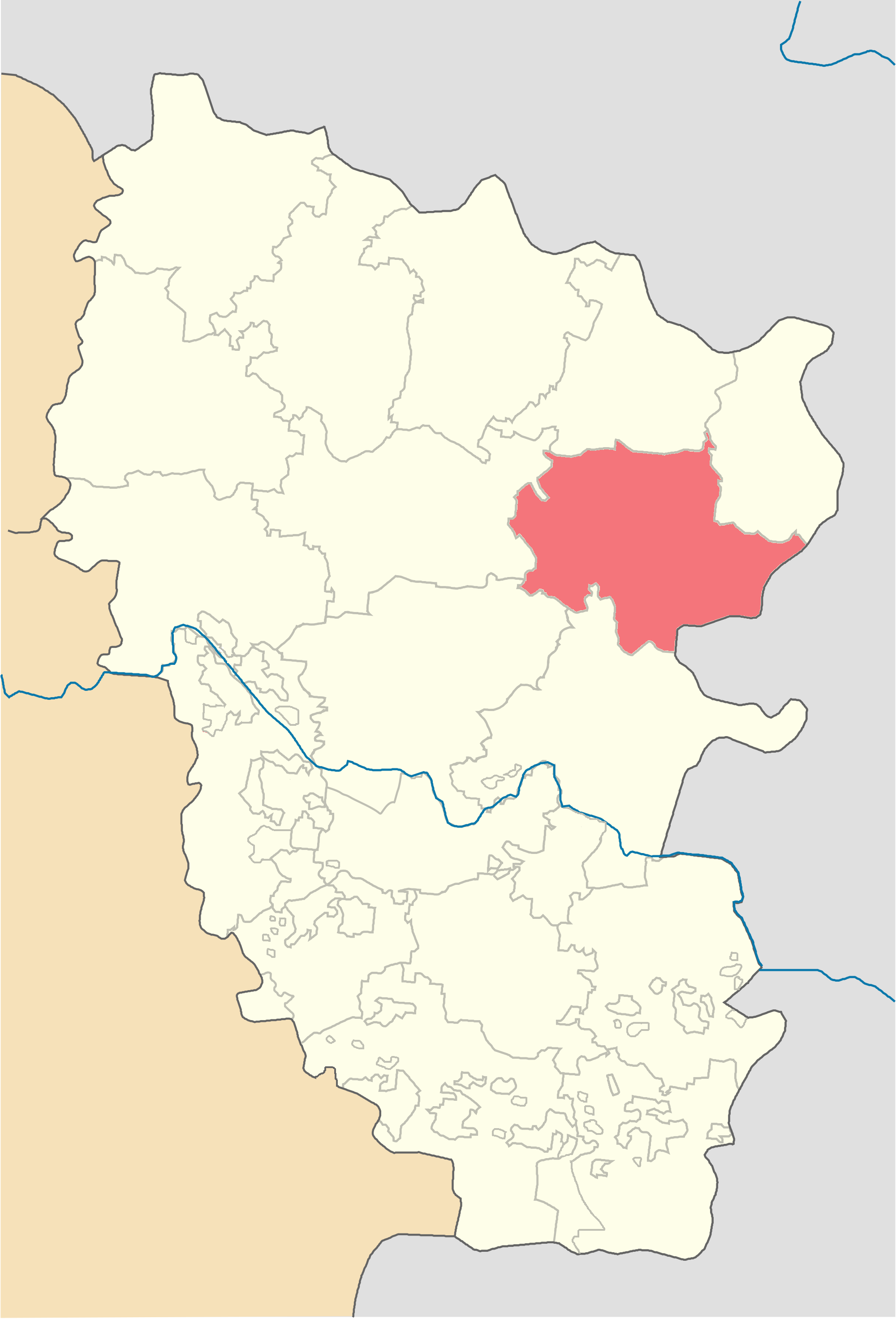
撤销前比洛沃茨克區在盧甘斯克州的位置

比洛沃茨克區（烏克蘭語：Біловодський район），曾是烏克蘭東部盧甘斯克州的一個區，行政中心設於比洛沃茨克，面積1,597平方公里，2013年人口24,341，人口密度每平方公里15.24人。
该区在2020年7月18日的乌克兰行政区划改革中被撤销，改革后盧甘斯克州下分为8个区，但只有4个区是在乌克兰政府的实际管辖下。